# 法提赫·埃尔丁
法提赫·埃尔丁（土耳其語：Fatih Erdin，1994年2月1日—），土耳其男子摔跤运动员。他曾代表土耳其参加世界摔跤锦标赛，获得一枚银牌。他也曾出战2019年欧洲运动会。